# Брённёйсунн
Брённёйсунн (норв. Brønnøysund) — город и бывшая коммуна, расположен в центре коммуны Брённёй в фюльке Нурланн в Норвегии.
Брённёйсунн был отделён от Бренная как отдельный город и коммуна в 1923 году. 1 января 1964 года он снова был объединён с соседними коммунами Сёмна и Велфьорд образовав Брённёй и потерял статус города вплоть до 2000 года. В 1977 году Сёмна была отделена как отдельная коммуна.

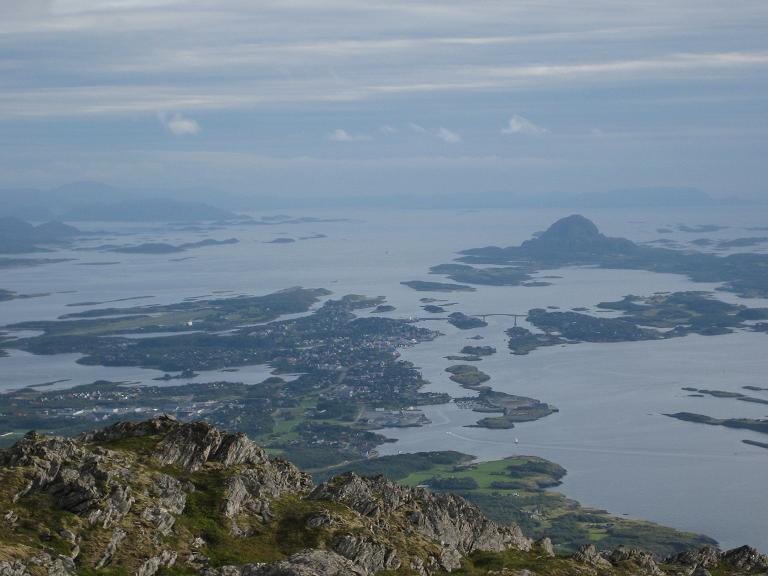
Вид из Муфьеллета на город и мост на соседний остров Тургет (Torget)

Сейчас город является коммерческим и административным центром коммуны Брённёй, население в 2009 году составляло 4 506 жителей. Новое городское управление было провозглашено в 2000 году. Береговой экспресс Хуртигрутен два раза в день заходит в город: направляясь на север ночью и возвращаясь в южном направлении — после полудня. В городе есть аэропорт и при движении на восток — выезд на трассу Е6. 

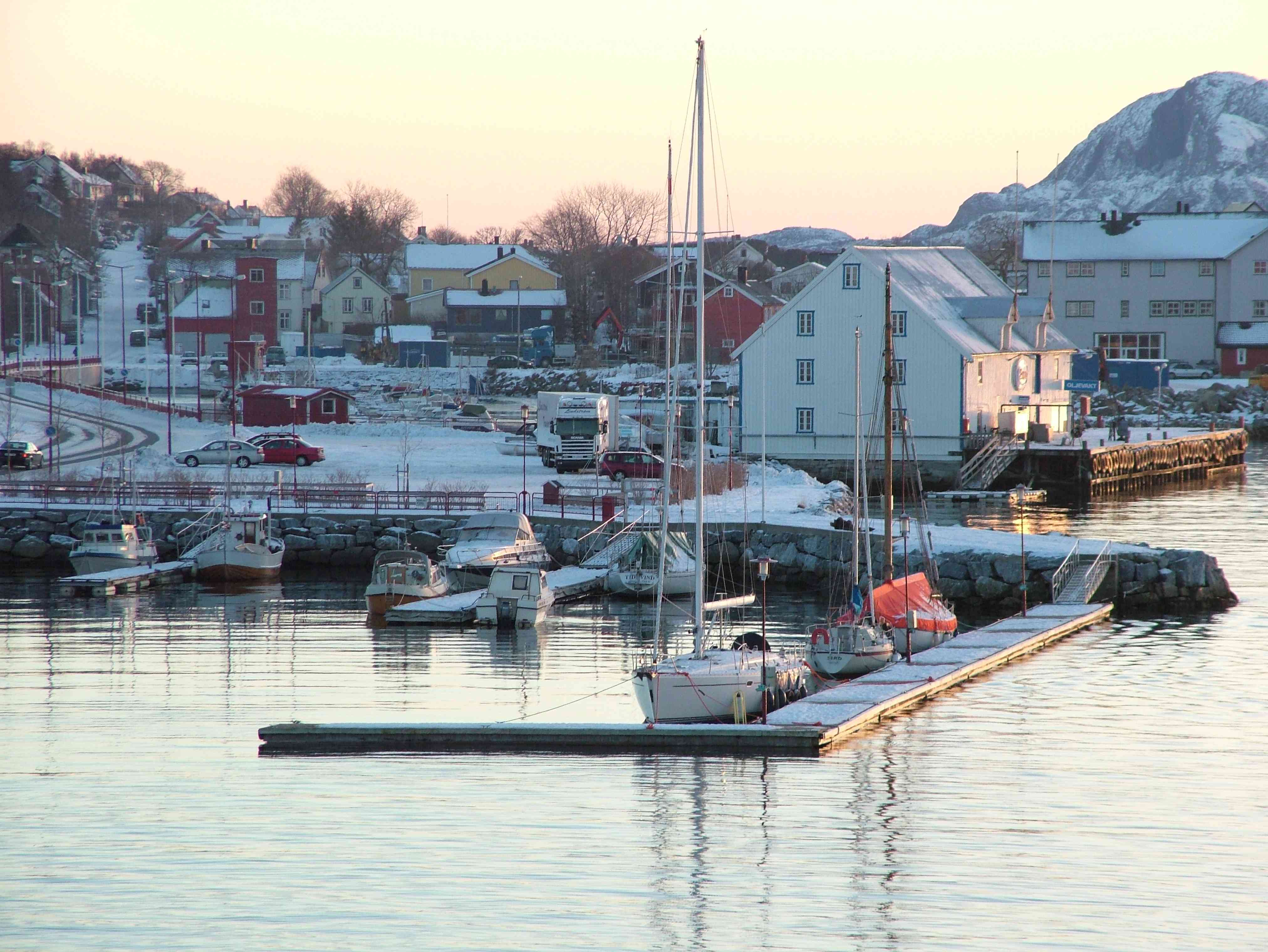
Брённёйсунн в феврале 2005 года

Для всей Норвегии город известен как место расположения Норвежского регистрационного центра. Штаб-квартира норвежской корабельной компании Torghatten Trafikkselskap находится в Брённёйсунне.

## История

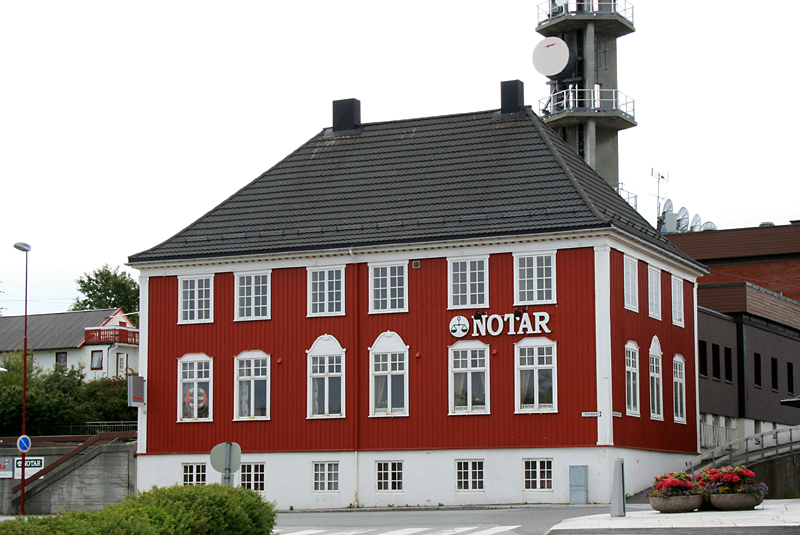
Здание известно как Telegrafen, потому что в нём находился первый в городе телеграф

Во времена викингов, Тургар (норв. Torgar), расположенный у подножия легендарной горы Тургхаттен, являлся могущественным резиденцией вождей и важным коммерческим центров вдоль всего побережья. Коренное население было уничтожено герцогом Скуле (Duke Skule) и его людьми во время норвежских гражданских войн, бушевавших около 1240 года.
Регион был вновь заселён иммигрантами с южной Норвегии, Трёнделага и Швеции, чем можно объяснить уникальный диалект с похожей на шведский язык интонацией.

## Экономика

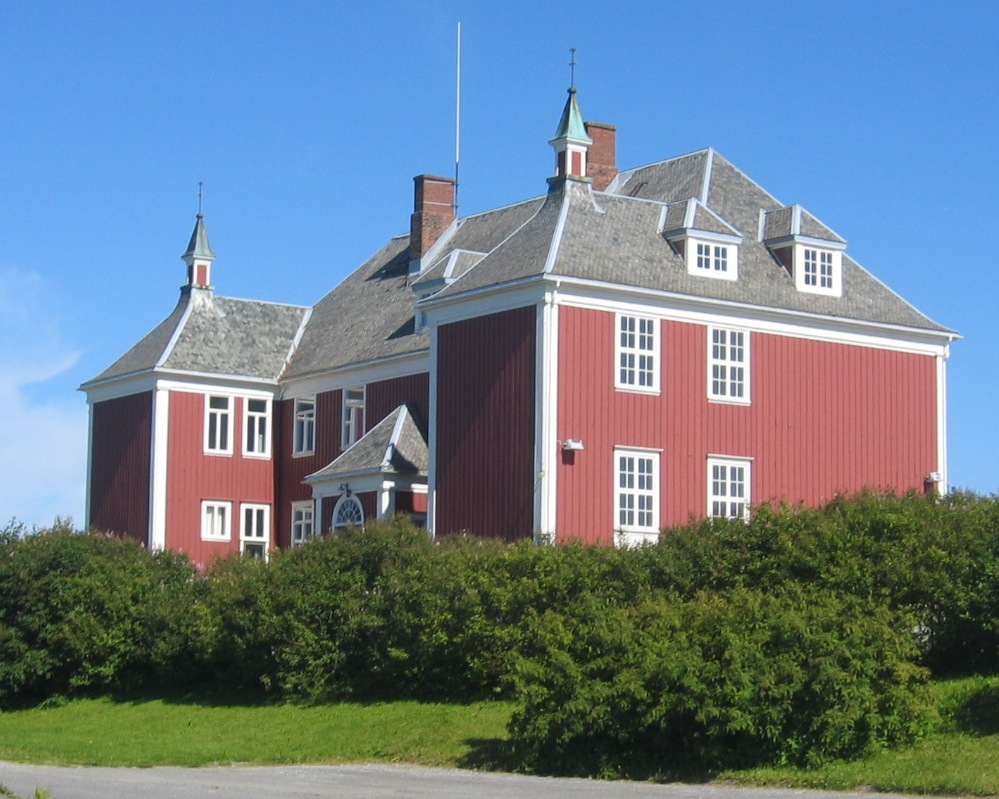
Старая школа Торнскулен (Tårnskolen)

В последние годы в Брённёйсунне наблюдается определённый экономический рост. Здесь берёт своё начало фьорд Сиафуд (норв. Fjord Seafood). В городе расположены крупнейшие в Северной Европе места добычи известняка и производятся высококачественные продукты питания. В городе находятся аэропорт и вертолётная площадка.
Главными отраслями хозяйствования являются современное сельское хозяйство, гидропоника, крупная транспортная корпорация, заготовка леса и туризм.

## Аэропорт

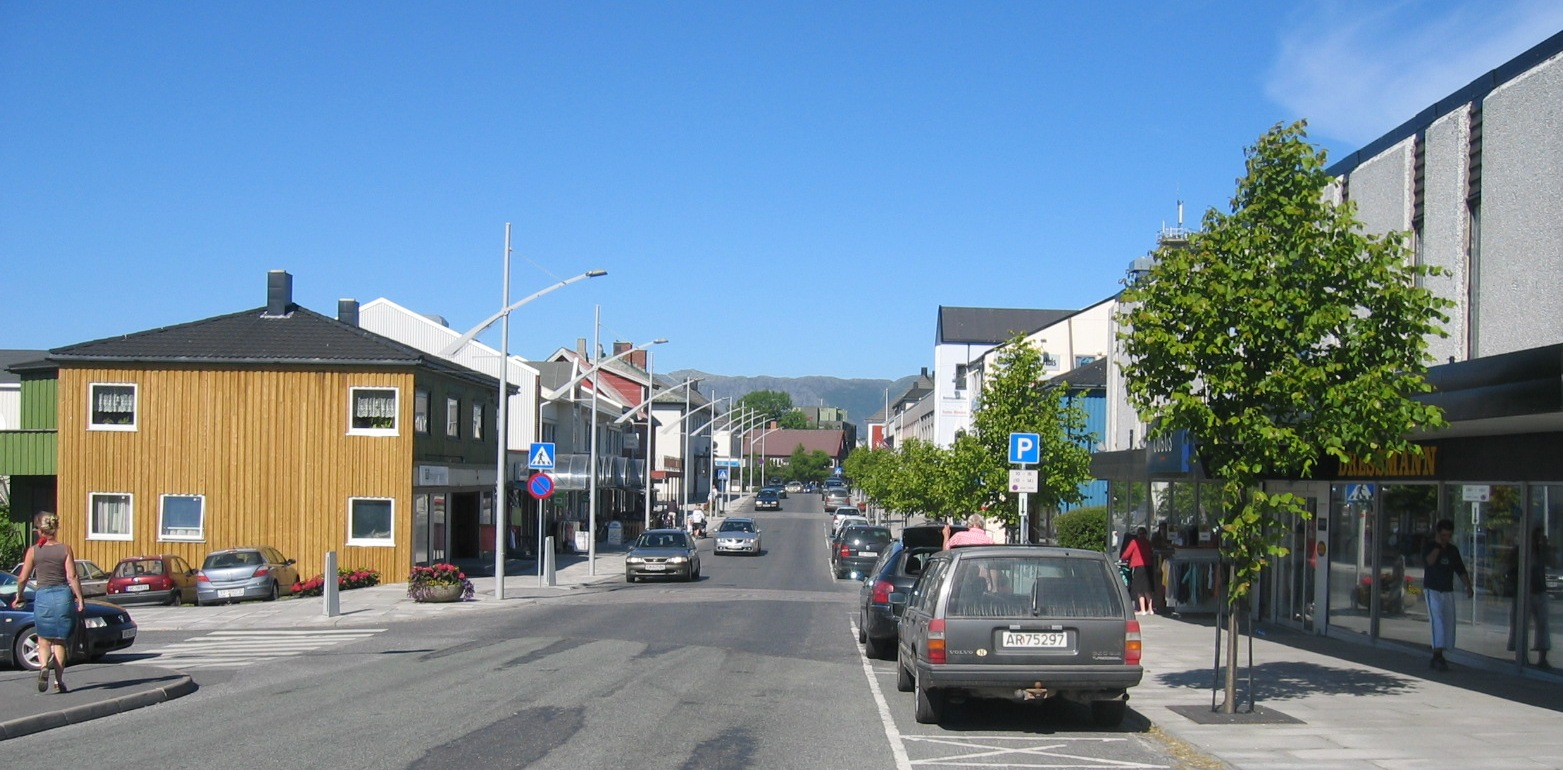
Главная улица Брённёйсунна

Аэропорт Брённёйсунна расположен на расстоянии всего лишь около 2 км от центра города и является жизненно необходимым узлом связи не только для города, но и для большого региона в его окрестностях. Аэропорт был открыт в 1968 году, предоставив современный и очень необходимый транспорт для региона, а также сделал возможным быстрое достижение столицы и медицинских учреждений. Однако, отмена прямого рейса в столицу страны Осло в 2000 году привела к большим задержкам доставки документации и замедлению экономического роста региона. Аэропорт обслуживается старейшей норвежской авиакомпанией — Widerøe.

## Климат
Климат Брённёйсунна морской, с мягкой зимой для соответствующего северного расположения и длинным сезоном отсутствия мороза, обычно около 160-180 дней (). Среднегодовой значение температуры 5.6°С, средний ежегодный уровень осадков 1 510 мм. Температура днём с марта по октябрь обычно теплее чем средняя ежедневная. Последним «холодным» годом был 2001, после него средняя температура в июле никогда не была ниже 14.1°С и только однажды в январе средняя температура была ниже нуля.
| Показатель | Янв. | Фев. | Март | Апр. | Май | Июнь | Июль | Авг. | Сен. | Окт. | Нояб. | Дек. |
| --- | ---- | ---- | ---- | ---- | --- | ---- | ---- | ---- | ---- | ---- | ----- | ---- |
| Средняя температура, °C | −1,1 | −0,6 | 0,9  | 3,7  | 8,4 | 11,2 | 13,1 | 13,0 | 9,8  | 6,6  | 2,2   | −0,1 |
| Норма осадков, мм | 138  | 102  | 114  | 97   | 66  | 83   | 113  | 123  | 180  | 192  | 145   | 157  |
| Источник: https://web.archive.org/web/20060308231342/http://met.no/observasjoner/nordland/normaler_for_kommune_1813.html?kommuner Норвежский институт метеоролигии (норв.) |      |      |      |      |     |      |      |      |      |      |       |      |